# Gutter
Gutter è il quarto singolo estratto dal terzo album della cantante danese Medina, intitolato Welcome to Medina. È stato pubblicato il 4 marzo 2011 dall'etichetta discografica EMI Music. Il singolo è stato prodotto dalla squadra di produttori Providers ed è stato scritto da Medina Valbak, Rasmus Stabell e Viktoria Siff Emilie Hansen.
Il singolo è entrato alla trentatreesima posizione della classifica danese.

## Tracce
Download digitale
1. Gutter - 3:25

Download digitale (Remix)
1. Gutter (Svenstrup & Vendelboe Remix) - 5:55
2. Gutter (Blank & Jones Club Mix) - 6:45
3. Gutter (Blank & Jones Dub Mix) - 6:29
4. Gutter (Blank & Jones Radio Edit) - 3:37

## Classifiche
| Classifica (2011) | Posizione massima |
| ----------------- | ----------------- |
| Danimarca         | 8                 |
| Germania          | 43                |